# Hermann Hölder
Hermann Hölder (* 17. Oktober 1819 in Stuttgart; † 11. März 1906 ebenda) war ein deutscher Arzt und Anthropologe.

## Leben
Hölder arbeitete ab 1845 als Arzt in Stuttgart, ein Jahr später wurde er Stadtdirektionsarzt. 1862 kam er als Assessor ins Königlich Württembergische Medizinalkollegium und wurde zum Medizinalrat ernannt, 1865 stieg er zum Obermedizinalrat auf. Im Deutsch-Französischen Krieg 1870/71 leitete er Sanitätszüge und ein Reservespital, 1888 trat er in den Ruhestand ein.
Als Archäologe und Anthropologe wirkte Hölder zunächst in Ulm. Dort war er an der Fertigstellung des Ulmer Münsters beteiligt und konnte archäologische Ausgrabungen in dem großen merowingerzeitlichen Gräberfeld „am Kienlesberg“ vornehmen.
Er war engagiert in der württembergischen Landesarchäologie und 1871 Gründer des Württembergischen Anthropologischen Vereins. Als erster Konservator im Königreich Württemberg begründete er die staatliche Denkmalpflege.

## Ehrungen
Im Jahr 1876 wurde er zum Mitglied der Deutschen Akademie der Naturforscher Leopoldina gewählt.

## Schriften (Auswahl)
- Untersuchungen über die Skelettfunde in den vorrömischen Hügelgräbern Württembergs und Hohenzollern. In: Fundber. Schwaben 2, Ergänzungsheft, Stuttgart 1894
- Neuere Skelettfunde aus vorrömischen Grabhügeln. In: Fundber. Schwaben 3, 1895, S. 31–37
- Skelettfunde aus römischen Gräbern. In: Fundber. Schwaben 4, 1896, S. 39–50